# Ljustjärnen (Sorsele socken, Lappland)
Ljustjärnen är en sjö i Sorsele kommun i Lappland och ingår i Umeälvens huvudavrinningsområde.